# Список улиц Москвы/А

В настоящей таблице приведена краткая информация о всех существующих аллеях, бульварах, набережных, переулках, площадях, проездах, просеках, проспектах, тупиках, улицах, шоссе города Москвы, начинающихся на букву А. Сортировка приведена по изданию «Имена московских улиц. Топонимический словарь».
| Современное название             | Название утверждено                     | Прежние названия                                                                | Местонахождение (округ, район)                                                   | Длина км | Ближайшая станция метрополитена |
| -------------------------------- | --------------------------------------- | ------------------------------------------------------------------------------- | -------------------------------------------------------------------------------- | -------- | --- |
| Абельмановская улица             | 8 июля 1955 года                        | Покровский Камер-Коллежский Вал, Покровский Вал                                 | ЦАО, Таганский                                                                   | 0,8      | Крестьянская Застава, Пролетарская |
| Абельмановская Застава, площадь  | 1919 год (или 1925 год)                 | Покровская Застава, Коломенская Застава, Семёновская Застава, Таганская Застава | ЦАО, Таганский                                                                   | —        | Марксистская, Таганская, Римская, Площадь Ильича, Крестьянская Застава, Пролетарская                                                     |
| Абрамцевская просека             | 1991 год                                | нет                                                                             | ВАО, Метрогородок                                                                | 5,8      | Бульвар Рокоссовского, Щёлковская |
| Абрамцевская улица               | 1965 год                                | Смоленская улица                                                                | СВАО, Лианозово                                                                  | 0,8      | Алтуфьево |
| Абрикосовский переулок           | 1956 год                                | Второй Клинический переулок                                                     | ЦАО, Хамовники                                                                   | 0,16     | Спортивная, Фрунзенская |
| Авангардная улица                | 1964 год                                | нет                                                                             | САО, Головинский                                                                 | 1,1      | Водный стадион, Речной вокзал |
| Авиаконструктора Микояна, улица  | 2006 год                                | нет                                                                             | САО, Хорошёвский                                                                 |          | |
| Авиаконструктора Миля, улица     | 1995 год                                | нет                                                                             | ЮВАО, Выхино-Жулебино                                                            | 1,4      | Кузьминки |
| Авиаконструктора Сухого, улица   | 2004 год                                | нет                                                                             | САО, Хорошёвский                                                                 | 1,1      | Полежаевская, Беговая, Динамо |
| Авиаконструктора Яковлева, улица | 2006 год                                | Вторая Всехсвятская улица, Вторая улица Усиевича                                | САО, Аэропорт                                                                    |          | Сокол |
| Авиамоторная улица               | 1925 год                                | Первая улица Всехсвятской Слободы, Первая Синичкина улица                       | ЮВАО, Лефортово                                                                  | 3,5      | Авиамоторная |
| Авиаторов, улица                 | 1984 год                                | Авиационная улица                                                               | ЗАО, Солнцево                                                                    | 1,8      | Юго-Западная |
| Авиационная улица                | 5 апреля 1965 года                      | Центральная улица                                                               | СЗАО, Щукино                                                                     | 2,2      | Щукинская |
| Авиационный переулок             | 1922 год                                | нет                                                                             | САО, Аэропорт                                                                    | 0,35     | Аэропорт |
| Автозаводская площадь            | 1954 год                                | нет                                                                             | ЮАО, Даниловский                                                                 | —        | Автозаводская |
| Автозаводская улица              | 1938 год                                | Амовский проезд, Тюфелев проезд                                                 | ЮАО, Даниловский                                                                 | 2,1      | Автозаводская, Тульская |
| Автозаводский 1-й проезд         | 15 марта 1954 года                      | Тюфелев проезд                                                                  | ЮАО, Даниловский                                                                 |          | Автозаводская |
| Автозаводский 2-й проезд         | 15 марта 1954 года                      | улица Швецова Слобода                                                           | ЮАО, Даниловский                                                                 |          | Автозаводская |
| Автозаводский 3-й проезд         | 15 марта 1954 года                      | Бариевская улица, Боревский проезд, Борьевский проезд                           | ЮАО, Даниловский                                                                 |          | Автозаводская |
| Автомобильный проезд             | 1964 год                                | Южный проезд Конной площади, Южный проезд                                       | ЮВАО, Нижегородский                                                              |          | Волгоградский проспект |
| Автомоторная улица               | 1950 год                                | нет                                                                             | САО, Головинский                                                                 |          | Петровско-Разумовская |
| Адмирала Лазарева, улица         | 1996 год                                | нет                                                                             | ЮЗАО, Южное Бутово                                                               |          | Бульвар Адмирала Ушакова, Улица Горчакова, Бунинская аллея                                                                               |
| Адмирала Макарова, улица         | 1964 год                                | нет                                                                             | САО, Войковский                                                                  |          | Водный стадион |
| Адмирала Руднева, улица          | 2001 год                                | нет                                                                             | ЮЗАО, Южное Бутово                                                               |          | Улица Горчакова, Бунинская аллея |
| Адмирала Ушакова, бульвар        | 1994 год                                | нет                                                                             | ЮЗАО, Южное Бутово                                                               |          | Бульвар Адмирала Ушакова, Улица Скобелевская                                                                                             |
| Азовская улица                   | 1966 год                                | Болотниковский проезд                                                           | ЮЗАО, Зюзино                                                                     | 2,5      | Нахимовский проспект, Каховская, Севастопольская                                                                                         |
| Айвазовского, улица              | 1978 год                                | нет                                                                             | ЮЗАО, Ясенево                                                                    | 1,0      | Ясенево |
| Академика Александрова, улица    | 2010 год                                | проектируемый проезд № 4264                                                     | СЗАО, Щукино                                                                     | 0,36     | Щукинская |
| Академика Анохина, улица         | 1980 год                                | нет                                                                             | ЗАО, Тропарёво-Никулино                                                          | 2,3      | Юго-Западная |
| Академика Арцимовича, улица      | 1985 год                                | нет                                                                             | ЮЗАО, Коньково                                                                   | 1,1      | Беляево |
| Академика Бакулева, улица        | 1980 год                                | часть проектируемого проезда № 4858                                             | ЮЗАО, Тёплый Стан                                                                | 1,0      | Коньково |
| Академика Бочвара, улица         | 1985 год                                | Малая Щукинская улица                                                           | СЗАО, Щукино                                                                     |          | Щукинская |
| Академика Варги, улица           | 1973 год                                | проектируемый проезд № 5296                                                     | ЮЗАО, Тёплый Стан                                                                | 1,6      | Тёплый Стан |
| Академика Виноградова, улица     | 1983 год                                | часть проектируемого проезда № 4989                                             | ЮЗАО, Тёплый Стан                                                                | 0,65     | Тёплый Стан, Коньково |
| Академика Волгина, улица         | 1965 год                                | проектируемый проезд № 5030                                                     | ЮЗАО, Коньково, Обручевский                                                      | 2,2      | Калужская, Беляево, Коньково |
| Академика Глушко, улица          | 1993 год                                | проектируемый проезд № 577                                                      | ЮЗАО, Северное Бутово                                                            | 0,75     | Бульвар Дмитрия Донского, Ясенево |
| Академика Зелинского, улица      | 1961 год                                | проектируемый проезд № 3834                                                     | ЮЗАО, Гагаринский                                                                | 0,75     | Ленинский проспект, Октябрьская, Университет                                                                                             |
| Академика Ильюшина, улица        | 1978 год                                | Чеховская улица                                                                 | САО, Аэропорт                                                                    | 0,85     | Аэропорт, Динамо |
| Академика Капицы, улица          | 1986 год                                | проектируемый проезд № 514                                                      | ЮЗАО, Коньково                                                                   | 1,5      | Коньково |
| Академика Келдыша, площадь       | 1978 год                                | нет                                                                             | ЮЗАО, Коньково, Обручевский                                                      | —        | Калужская |
| Академика Комарова, улица        | 1960 год                                | нет                                                                             | СВАО, Марфино                                                                    |          | Петровско-Разумовская, Тимирязевская (станция метро), Тимирязевская (станция монорельса)                                                 |
| Академика Королёва, улица        | 1966 год                                | нет                                                                             | СВАО, Останкинский, Марфино                                                      |          | Телецентр (станция монорельса), Улица Академика Королёва (станция монорельса), ВДНХ (станция метро)                                      |
| Академика Курчатова, площадь     | 1960 год                                | нет                                                                             | СЗАО, Щукино                                                                     | —        | Щукинская, Октябрьское Поле |
| Академика Курчатова, улица       | 1960 год                                | Покровская улица, Бодрая улица                                                  | СЗАО, Щукино                                                                     |          | Щукинская, Октябрьское Поле |
| Академика Ласкорина, улица       | 2015 год                                | нет                                                                             | ЮВАО, Москворечье-Сабурово                                                       | 0,35     | Каширская |
| Академика Люльки, площадь        | 1984 год                                | нет                                                                             | СВАО, Алексеевский                                                               | —        | ВДНХ |
| Академика Миллионщикова, улица   | 1973 год                                | проектируемый проезд № 3811                                                     | ЮАО, Нагатино-Садовники                                                          | 1,7      | Коломенская |
| Академика Опарина, улица         | 1981 год                                | часть проектируемого проезда № 4989                                             | ЮЗАО, Обручевский, Коньково                                                      | 1,0      | Беляево, Коньково |
| Академика Павлова, улица         | 1961 год                                | нет                                                                             | ЗАО, Кунцево                                                                     |          | Молодёжная |
| Академика Петрова, площадь       | 19 февраля 1981 года                    | нет                                                                             | ЗАО, Кунцево                                                                     | —        | Молодёжная |
| Академика Петровского, улица     | 24 апреля 1973 года                     | Ризположенский переулок, Выставочный переулок                                   | ЦАО, Якиманка ЮАО, Донской                                                       |          | Шаболовская |
| Академика Пилюгина, улица        | 16 декабря 1982 года                    | нет                                                                             | ЮЗАО, Ломоносовский, Обручевский                                                 | 1,6      | Новые Черёмушки |
| Академика Понтрягина, улица      | 27 июля 1996 года                       | нет                                                                             | ЮЗАО, Южное Бутово                                                               |          | Бунинская аллея |
| Академика Сахарова, проспект     | 1990 год                                | нет                                                                             | ЦАО, Красносельский                                                              |          | Комсомольская (Сокольническая линия), Комсомольская (Кольцевая линия), Красные Ворота, Чистые пруды, Тургеневская                        |
| Академика Семёнова, улица        | 27 июля 1996 года                       | проектируемый проезд № 678                                                      | ЮЗАО, Южное Бутово                                                               | 3,0      | Бунинская аллея |
| Академика Скрябина, улица        | 19 апреля 1973 года                     | нет                                                                             | ЮВАО, Выхино-Жулебино, Рязанский, Кузьминки                                      |          | Рязанский проспект, Кузьминки, Выхино |
| Академика Тамма, площадь         | 27 июня 1995 года                       | нет                                                                             | ЮЗАО, Гагаринский                                                                | —        | Ленинский проспект |
| Академика Туполева, набережная   | 14 сентября 1973 года                   | Салтыковская и Разумовская набережные                                           | ЦАО, Басманный                                                                   |          | Курская (Арбатско-Покровская линия), Курская (Кольцевая линия), Чкаловская                                                               |
| Академика Хохлова, улица         | 16 марта 1978 года                      | нет                                                                             | ЗАО, Раменки                                                                     | 1,9      | Университет |
| Академика Челомея, улица         | 1985 год                                | нет                                                                             | ЮЗАО, Обручевский                                                                | 1,25     | Калужская, Новые Черёмушки |
| Академический проезд             | 7 июня 1922 года                        | Кондратьевский проезд                                                           | САО, Тимирязевский                                                               |          | Петровско-Разумовская |
| Алабушевская улица               | 2006 год                                | Проектируемый проезд 5371                                                       | Зеленоградский административный округ                                            | 1,0      | |
| Алабяна, улица                   | 7 августа 1959 года                     | нет                                                                             | САО, Сокол                                                                       | 0,9      | Сокол |
| Александра Лукьянова, улица      | 1964 год                                | Бабушкин переулок                                                               | ЦАО, Басманный                                                                   |          | Комсомольская, Красные Ворота, Бауманская                                                                                                |
| Александра Невского, переулок    | 1952 год                                | Александро-Невский переулок                                                     | ЦАО, Тверской                                                                    |          | Белорусская (Кольцевая линия), Белорусская (Замоскворецкая линия), Маяковская                                                            |
| Александра Невского, улица       | 1952 год                                | Александро-Невская улица                                                        | ЦАО, Тверской                                                                    |          | Белорусская (Кольцевая линия), Белорусская (Замоскворецкая линия), Маяковская                                                            |
| Александровка, улица             | 2006 год                                |                                                                                 | ЗелАО, Крюково                                                                   |          | |
| Алексея Дикого, улица            | 3 мая 1965 года                         | улица Перово Поле, Интернациональный проспект                                   | ВАО, Новогиреево                                                                 |          | Новогиреево |
| Алексея Свиридова, улица         | 29 апреля 1965 года                     | Железнодорожный проезд (Железнодорожная улица)                                  | ЗАО, Фили-Давыдково                                                              |          | Кунцевская |
| Алексинская улица                | 1986 год                                | Пионерская улица и Пионерский переулок                                          | ЮЗАО, Южное Бутово                                                               | 0,2      | Улица Скобелевская |
| Алёшкинский проезд               | 1986 год                                | нет                                                                             | СЗАО, Северное Тушино                                                            | 0,4      | Планерная |
| Алма-Атинская улица              | 1985 год                                | нет                                                                             | ЮАО, Братеево                                                                    | 0,6      | Алма-Атинская (строящаяся) |
| Алтайская улица                  | 29 мая 1968 года                        | нет                                                                             | ВАО, Гольяново                                                                   | 2,1      | Щёлковская |
| Алтуфьевское шоссе               | 1964 год                                | нет                                                                             | СВАО, Отрадное, Алтуфьевский, Бибирево, Лианозово; в области — Мытищинский район |          | Владыкино, Алтуфьево |
| Алымова, улица                   | 7 июня 1922 года                        | Черкизовский проезд                                                             | ВАО, Богородское, Преображенское                                                 |          | Преображенская площадь |
| Алымов переулок                  | 7 июня 1922 года                        | Кладбищенский переулок                                                          | ВАО, Богородское                                                                 |          | Преображенская площадь |
| Алябьева, улица                  | 11 августа 1962 года                    | Филёвский переулок                                                              | ЗАО, Филёвский Парк                                                              |          | Филёвский парк, Багратионовская |
| Амбулаторный 1-й проезд          | 24 октября 1958 года                    | нет                                                                             | САО, Аэропорт                                                                    | 0,4      | Сокол, Аэропорт |
| Амбулаторный 2-й проезд          | 24 октября 1958 года                    | нет                                                                             | САО, Аэропорт                                                                    | 0,4      | Сокол, Аэропорт |
| Амбулаторный переулок            | 17 декабря 1925 года                    | Безобразовский переулок                                                         | САО, Аэропорт                                                                    |          | Сокол, Аэропорт |
| Амилкара Кабрала, площадь        | 1974 год                                | —                                                                               | ВАО, Вешняки                                                                     |          | Выхино |
| Аминьевское шоссе                | 25 октября 1994 года                    | улица Суслова (часть шоссе)                                                     | ЗАО, Очаково-Матвеевское, Фили-Давыдково, Можайский                              |          | Кунцевская |
| Амундсена, улица                 | 29 августа 1964 года                    | Медведковское шоссе                                                             | СВАО, Свиблово                                                                   |          | Свиблово |
| Амурская улица                   | 9 августа 1965 года                     | нет                                                                             | ВАО, Гольяново                                                                   | 3,0      | Черкизовская, Щёлковская |
| Амурский переулок                | 1985 год                                | нет                                                                             | ВАО, Гольяново                                                                   | 0,3      | Черкизовская, Щёлковская |
| Анадырский проезд                | 29 сентября 1964 года                   | Московский и Троицкий проезды                                                   | СВАО, Бабушкинский, Лосиноостровский                                             |          | Бабушкинская, Медведково |
| Ананьевский переулок             | начало XX века                          | Анановский                                                                      | ЦАО, Красносельский                                                              |          | Сухаревская |
| Анатолия Живова, улица           | 6 мая 1965 года                         | Шестая Звенигородская улица                                                     | ЦАО, Пресненский                                                                 |          | Улица 1905 года |
| Ангарская улица                  | 23 января 1964 года                     | Пролетарская улица                                                              | САО, Западное Дегунино, Дмитровский                                              |          | Петровско-Разумовская |
| Ангелов переулок                 | 21 февраля 1995 года                    | Проектируемый проезд № 367                                                      | СЗАО, Митино                                                                     | 0,4      | Митино |
| Андреевка, улица                 | 2006 год                                | нет                                                                             | Зеленоградский административный округ                                            |          | |
| Андреево-Забелинская улица       | начало XX века                          | нет                                                                             | ВАО, Богородское                                                                 |          | Бульвар Рокоссовского |
| Андреевская набережная           | 1925 год                                | нет                                                                             | ЮЗАО, Гагаринский                                                                | 1,2      | Ленинский проспект |
| Андроновское шоссе               | 1950 год                                | нет                                                                             | ЮВАО, Лефортово                                                                  | 1,1      | Авиамоторная |
| Андроньевская набережная         | 1925 год                                | нет                                                                             | ЦАО, Таганский                                                                   |          | Площадь Ильича, Римская, Чкаловская, Таганская                                                                                           |
| Андроньевская площадь            | 25 октября 1994 года                    | площадь Прямикова                                                               | ЦАО, Таганский                                                                   | —        | Площадь Ильича, Римская |
| Андроньевский проезд             |                                         | площадь Прямикова                                                               | ЦАО, Таганский                                                                   |          | Площадь Ильича, Римская |
| Андропова, проспект              | 1984 год                                | часть Пролетарского проспекта                                                   | ЮАО, Нагатино-Садовники, Нагатинский Затон                                       |          | Автозаводская, Коломенская, Каширская |
| Анненская улица                  | конец XIX века                          | в 1954 году присоединена Иоаки́мовская у́лица                                     | СВАО, Марьина Роща                                                               |          | Рижская, Савёловская, Марьина Роща |
| Анненский проезд                 | 21 мая 1954 года                        | нет                                                                             | СВАО, Марьина Роща                                                               |          | Рижская, Савёловская, Марьина Роща |
| Анны Северьяновой, улица         | 4 декабря 1978 года                     | Третья Звенигородская улица                                                     | ЦАО, Пресненский                                                                 |          | Улица 1905 года |
| Аносова, улица                   | 3 мая 1965 года                         | улица Чернышевского                                                             | ВАО, Перово                                                                      |          | Перово |
| Антонова-Овсеенко, улица         | 5 апреля 1965 года                      | нет                                                                             | ЦАО, Пресненский                                                                 |          | Выставочная, Международная |
| Апакова, проезд                  | 1985 год                                | нет                                                                             | ЦАО, Якиманка                                                                    | 0,2      | Октябрьская (Кольцевая линия), Октябрьская (Калужско-Рижская линия)                                                                      |
| Аптекарский переулок             | XVII век                                | нет                                                                             | ЦАО, Басманный                                                                   |          | Бауманская |
| Арбатецкая улица                 | XVII век                                | нет                                                                             | ЦАО, Таганский ЮАО, Даниловский                                                  | 0,2      | Пролетарская |
| Арбатская площадь                |                                         | Гоголевская площадь                                                             | ЦАО, Арбат                                                                       | —        | Арбатская (Филёвская линия), Арбатская (Арбатско-Покровская линия)                                                                       |
| Арбатские Ворота, площадь        | XVIII век                               | Арбатская площадь                                                               | ЦАО, Арбат                                                                       | —        | Арбатская (Филёвская линия), Арбатская (Арбатско-Покровская линия)                                                                       |
| Арбатский переулок               | 25 января 1952 года                     | Годеинский переулок, Годеиновский переулок                                      | ЦАО, Арбат                                                                       |          | Арбатская (Филёвская линия), Арбатская (Арбатско-Покровская линия)                                                                       |
| Арбат, улица                     | XIV—XV века                             | нет                                                                             | ЦАО, Арбат                                                                       | 1,2      | Арбатская (Филёвская линия), Арбатская (Арбатско-Покровская линия), Смоленская (Филёвская линия), Смоленская (Арбатско-Покровская линия) |
| Аргуновская улица                | 25 марта 1966 года                      | Первый Останкинский проезд (или Первый Новоостанкинский проезд)                 | СВАО, Останкинский                                                               |          | ВДНХ, Алексеевская |
| Аристарховский переулок          | 17 декабря 1925 года                    | Грязный переулок, Храпунов переулок                                             | ЦАО, Таганский                                                                   |          | Таганская (Кольцевая линия), Таганская (Таганско-Краснопресненская линия), Марксистская                                                  |
| Армавирская улица                | 20 мая 1964 года                        | улица Островского                                                               | ЮВАО, Люблино                                                                    |          | Люблино |
| Армянский переулок               | конец XVIII века                        | Артамонов переулок, Никольский переулок, Столповский переулок                   | ЦАО, Басманный                                                                   | 2,0      | Китай-город Чистые пруды |
| Артамонова, улица                | 9 мая 1961 года                         | нет                                                                             | ЗАО, Фили-Давыдково                                                              |          | Кунцевская |
| Артековская улица                | 29 апреля 1965 года                     | нет                                                                             | ЮАО, Нагорный                                                                    | 0,7      | Каховская, Севастопольская, Варшавская                                                                                                   |
| Артюхиной, улица                 | 25 июня 1973 года                       | Пятая улица Посёлка Текстильщики                                                | ЮВАО, Текстильщики                                                               |          | Печатники, Волжская |
| Архангельский переулок           | 25 октября 1994 года                    | Гавриловский переулок, Меншиков переулок, Телеграфный переулок                  | ЦАО, Басманный                                                                   |          | Чистые пруды, Тургеневская |
| Архивный 1-й переулок            | конец XIX века                          | нет                                                                             | ЦАО, Хамовники                                                                   |          | Фрунзенская |
| Архитектора Власова, улица       | 20 августа 1964 года                    | нет                                                                             | ЮЗАО, Черёмушки, Обручевский                                                     |          | Калужская |
| Асеева, улица                    | 24 августа 1966 года                    | нет                                                                             | САО, Аэропорт                                                                    |          | Аэропорт, Сокол |
| Астрадамская улица               | 23 января 1964 года                     | Астрадамский переулок, Второй Астрадамский тупик                                | САО, Тимирязевский                                                               |          | Дмитровская, Тимирязевская |
| Астрадамский проезд              | 1925 год (или 1986 год?)                | нет                                                                             | САО, Тимирязевский                                                               |          | Дмитровская, Тимирязевская |
| Астраханский переулок            | начало XIX века, утверждено в 1935 году | Астраханцевский переулок, Коптельский переулок                                  | ЦАО, Мещанский, Красносельский                                                   |          | Проспект Мира (Калужско-Рижская линия), Проспект Мира (Кольцевая линия)                                                                  |
| Ащеулов переулок                 | середина XVIII века                     | нет                                                                             | ЦАО, Красносельский                                                              |          | Тургеневская, Чистые пруды |
| Аэродромная улица                | 11 апреля 1964 года                     | улица Мира                                                                      | СЗАО, Южное Тушино                                                               | 0,5      | Сходненская |
| Аэропорта, проезд                | 1985 год                                | Ворошиловский проезд, Третий проезд Аэропорта                                   | САО, Хорошёвский                                                                 |          | Аэропорт |
| Аэропортовская 1-я улица         | 30 марта 1951 года                      | Безымянная улица, Первая Инвалидная улица                                       | САО, Аэропорт                                                                    |          | Аэропорт |
| Аэрофлотская улица               | 1968 год (или 1972 год)                 | нет                                                                             | ЗАО, Внуково                                                                     | 0,3      | Юго-Западная |